# 安德鲁·斯蒂芬森

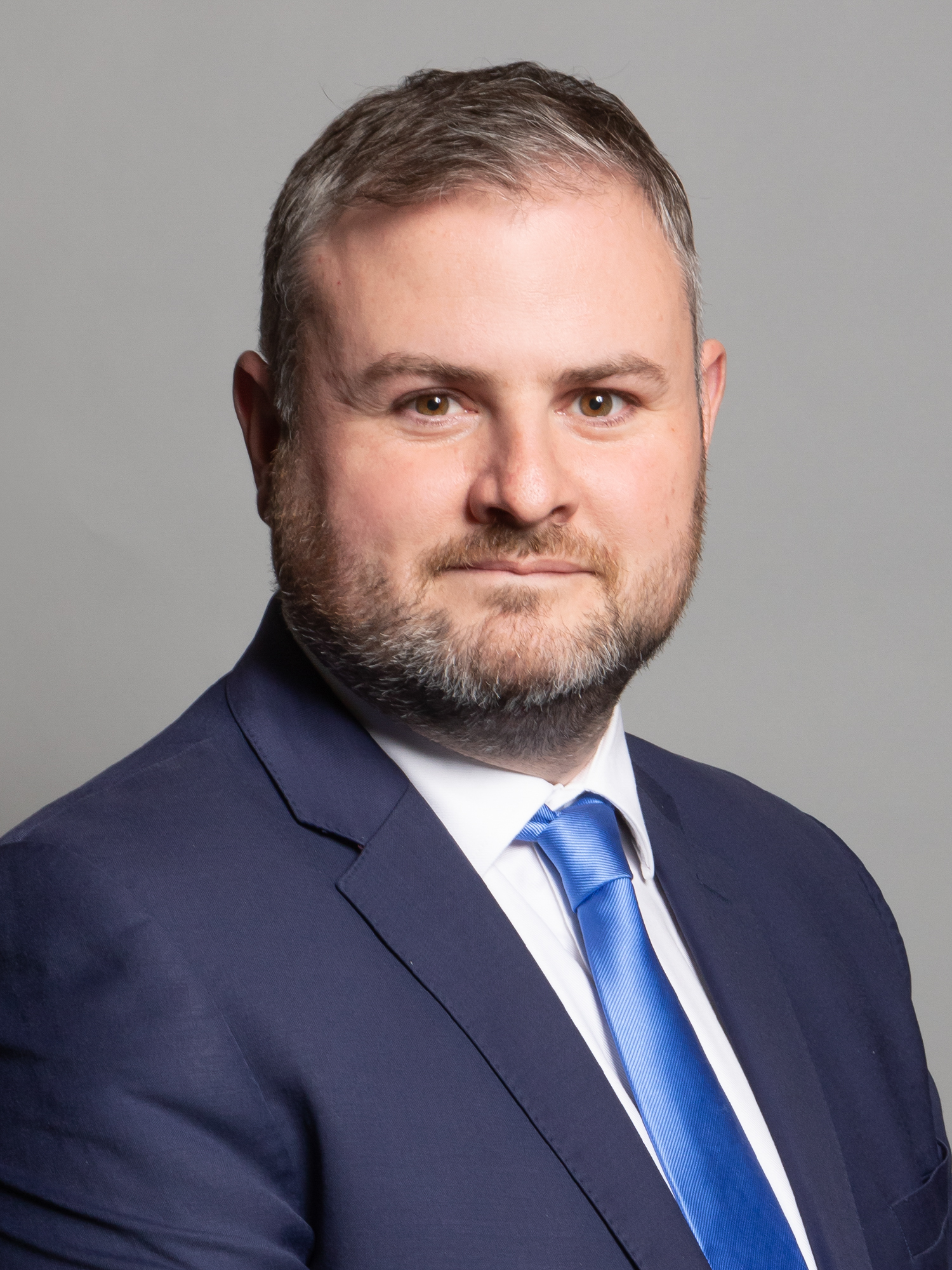

安德魯·史蒂文森，CBE（英語：Andrew Stephenson，1981年2月17日—）是一位英格蘭政治人物，他的黨籍是保守黨。他在16歲時就加入保守黨。自2010年開始，他擔任彭德爾選區選出的英國下議院議員。他畢業於倫敦大學皇家哈洛威學院。2022年擔任黨主席兼不管部大臣。